# Pro Elišku

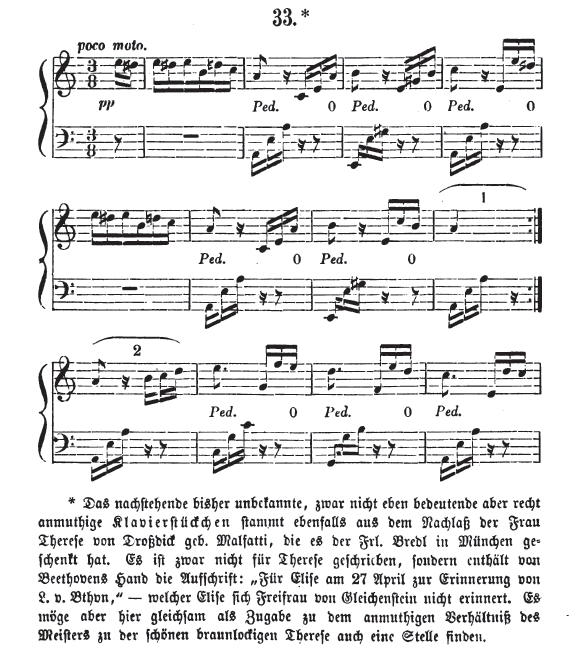
Pro Elišku

Pro Elišku (německy Für Elise) je krátká hudební skladba pro klavír, kterou v roce 1810 složil Ludwig van Beethoven. Její part nalezl teprve v roce 1865 německý vědec Ludwig Nohl.